# باربرا فرانكلين
باربرا هاكمان فرانكلين (بالإنجليزية: Barbara Franklin)‏ (ولدت في 19 مارس 1940) هي مسؤولة حكومية وسيدة أعمال أمريكية. شغلت منصب الوزير التاسع والعشرين للتجارة بين عامي 1992-1993 في عهد الرئيس جورج بوش الأب ترأست خلالها بعثة رئاسية إلى الصين.
وقبل عملها في مجلس الوزراء، خدمت فرانكلين في إدارات الرؤساء ريتشارد نيكسون، جيرالد فورد، جيمي كارتر، رونالد ريغان. كانت واحدة من المفوضين الأصليين وأول نائب لرئيس لجنة سلامة المنتجات الاستهلاكية الأمريكية. حصلت على جائزة وودرو ويلسون للخدمة العامة في عام 2006.
خدمت فرانكلين في مجالس إدارة 18 شركة، بما في ذلك داو للكيماويات، شركة إيتنا، وستنغهاوس، ونوردستروم. وصفتها مجلة الإدارة وجمعية الإدارة الأمريكية بأنها من إحدى أكثر الناس تأثيرا في مجال حوكمة الشركات، وفي عام 2014 تم إدراجها في قاعة مشاهير الإدارة. وهي حاليا الرئيس والمدير التنفيذي لشركة باربرا فرانكلين إنتربرايزس، وهي شركة استشارية دولية خاصة.
كانت فرانكلين من أول النساء اللاتي تخرجن من كلية هارفرد للأعمال.  وهي متزوجة من والاس بارنز، الرئيس والرئيس التنفيذي المتقاعد لشركة بارنز غروب.

## التعليم
تعلمت في كلية هارفرد للأعمال، وجامعة هارفارد، وجامعة ولاية بنسلفانيا.